# Jetzira

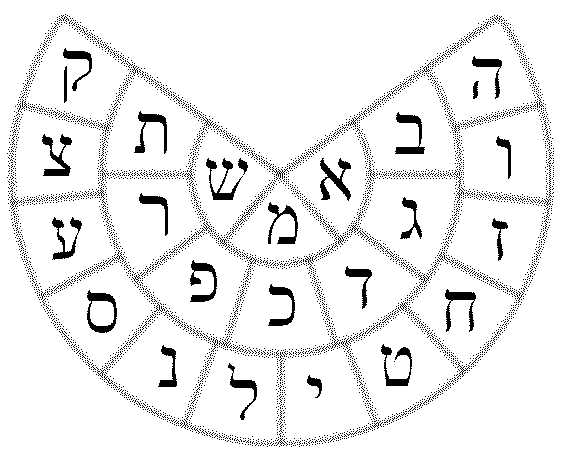
Jetzira-Rad

Jetzira (he. יצירה ‚Formung‘) ist die dritte der vier Welten in der jüdischen Kabbala. Die Verbindung des pythagoreischen Konzepts der vier Welten mit dem der zehn Sephiroth erschien erstmals im 12. Jahrhundert im provencalischen Sefer ha-Bahir und wurde in beinahe der gesamten späteren kabbalistischen Tradition ausgearbeitet. Diesem Konzept zufolge steigen die vier Welten zunehmend von reinstem Geist bis hin zu unreiner Materie ab. Die Gartenwelt des dritten Schöpfungstages wird mit Jetzira identifiziert, diese Welt wird in der Kabbala mit dem Garten Eden und dem Sündenfall assoziiert. Sowohl die Engel (malachim) als auch die Dämonen (shedim) sind in dieser Welt verortet, und ihr Einfluss erstreckt sich auf die vierte Welt. Der nach jüdischer Vorstellung vorhandene gute und böse „Trieb“ im Menschen können auf Jetzira zurückgeführt werden. Die vier Welten und der kabbalistische Baum des Lebens werden auf zwei unterschiedliche Arten aufeinander bezogen; die eine setzt einen Baum des Lebens für jede dieser Welten voraus, die andere, häufigere, schreibt die Sephiroth unterschiedlichen Welten zu, wobei die Sephiroth Chesed/Gedulah, Din/Gewurah, Tiphereth, Nezach, Hod und Jesod der Welt Jetzira entsprechen. Auf der menschlichen Ebene wird Jetzira mit Gefühlen und der Macht der Sprache assoziiert.